# Oswald Menghin
Oswald Menghin (* 19. April 1888 in Meran, Tirol, Österreich-Ungarn; † 29. November 1973 in Buenos Aires, Argentinien) war ein österreichischer Prähistorischer Archäologe, Universitätsprofessor und Unterrichtsminister im nationalsozialistischen Kabinett von Arthur Seyß-Inquart.

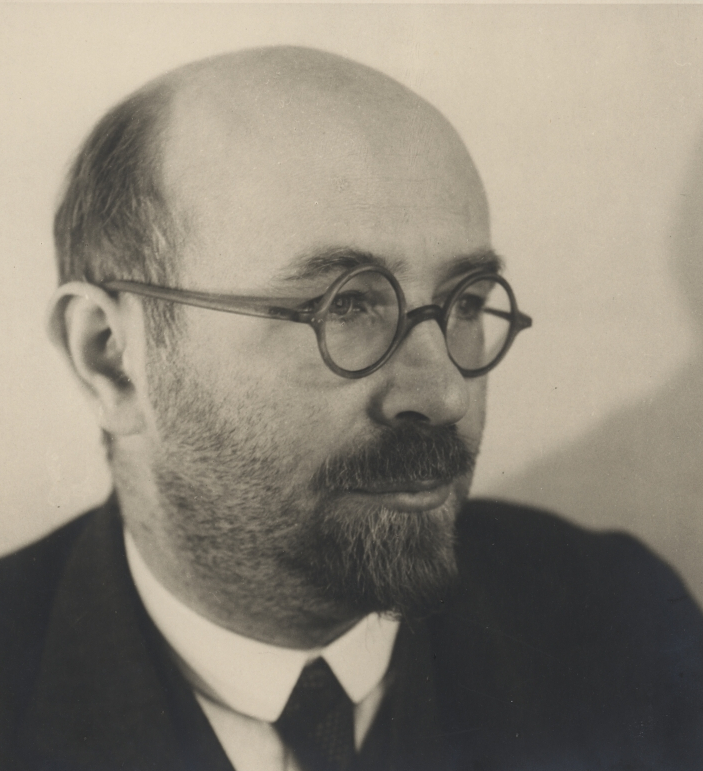
Aufnahme von Ludwig Schwab (1930er Jahre)

## Leben
Oswald Menghin wurde am 19. April 1888 als Sohn des Schulmanns, Heimatforschers und Schriftstellers Alois Menghin (1856–1918) geboren.
Nach Abschluss des Gymnasiums in Meran 1906 studierte Menghin Prähistorische Archäologie an der Universität Wien; gleichzeitig besuchte er das Institut für Österreichische Geschichtsforschung, wo er mit der Arbeit Beiträge zur ältesten Siedelungs- und Agrargeschichte Deutschtirols 1911 abschloss. Menghin habilitierte sich im Jahre 1913 für Urgeschichte des Menschen. 1914 gründete er die Wiener prähistorische Gesellschaft und begründete die Wiener prähistorische Zeitschrift, die er selbst bis 1945 redigierte. Am 12. April 1915 heiratete er Maja Rübler aus Klosterneuburg.
Nach dem Tod von Moriz Hoernes stand er dem Urgeschichtlichen Institut der Universität Wien von 1917 bis 1945 als Universitätsprofessor vor, darüber hinaus war er von 1930 bis 1933 Professor an der Universität Kairo.
Von 1919 bis 1926 war Menghin Mitglied der Deutschen Gemeinschaft, in der er Arthur Seyß-Inquart kennenlernte, sowie des ähnlich gelagerten deutschnationalen Deutschen Klubs. Zudem war er Mitglied der im Geheimen operierenden, antisemitischen Professorengruppe „Bärenhöhle“ an der philosophischen Fakultät, die erfolgreich akademische Karrieren von Juden in Wien verhinderte.
Für das Studienjahr 1935/36 wurde er zum Rektor der Universität Wien gewählt. Nach mehrmaligen vergeblichen Versuchen erfolgte 1936 die Wahl zum wirklichen Mitglied der Österreichischen Akademie der Wissenschaften. Von Juli 1936 bis Juni 1937 war er Mitglied des Führerrates der Vaterländischen Front. Im Jahr 1936 wurde er zum Mitglied der Leopoldina gewählt. Im Juni 1937 verlieh ihm die Philosophische Fakultät der Universität Göttingen auf Vorschlag des deutschen Botschafters in Wien von Papen den Ehrendoktor-Titel.
Am 11. März 1938 wurde er Unterrichtsminister im sogenannten „Anschlusskabinett“ von Seyß-Inquart. In seine bis Ende Mai laufende Amtszeit fielen das Anschlussgesetz und die sogenannte „Säuberung“ der Universität Wien. So wurden für jüdische Studierende ein Numerus clausus von 2 % eingeführt und rund 40 % des Lehrkörpers wegen „jüdischer Abstammung“ bzw. aus „politischen Gründen“ entlassen. Im August 1938 kehrte Menghin wieder an die Universität Wien zurück. 1940 trat er der NSDAP bei (Mitgliedsnummer 8.123.303).
Nach dem „Anschluss Österreichs“ im März 1938 an das Deutsche Reich beteiligte sich Menghin mit einem Beitrag am Bekenntnisbuch österreichischer Dichter (herausgegeben vom Bund deutscher Schriftsteller Österreichs), das den Anschluss begeistert begrüßte. Während des Zweiten Weltkriegs war Menghin u. a. an Ausgrabungen in der Umgebung des KZ Gusen in Oberösterreich involviert. Er wurde außerdem als unabkömmlich von Einsätzen an der Front zurückgestellt.
In katholischen Kreisen galt er ab diesem Zeitpunkt als Verräter und wurde von seiner – er war 1906 als Student Mitglied geworden – CV-Verbindung Rudolfina Wien, die wie alle katholischen Verbindungen verboten worden war, auf einem im Untergrund abgehaltenen Convent am 12. November 1938 ausgeschlossen.

### Späte Jahre
Nach dem Krieg kam er als Mitglied der Seyß-Inquart-Regierung auf die 1. Kriegsverbrecherliste. Die US-Armee verhaftete ihn kurz nach Kriegsende in Mattsee. Auch österreichische Behörden leiteten später Ermittlungen gegen ihn ein. Er wurde jedoch nicht angeklagt, sondern kam bis Februar 1947 in Internierungslager, wo er Vorträge hielt. 1948 gelang ihm die Flucht nach Argentinien, wo er Universitätsprofessor in Buenos Aires und ab 1957 auch an der Universidad Nacional de La Plata wurde. Das Verfahren gegen ihn wurde 1956 eingestellt. 1959 wurde er korrespondierendes Mitglied im Ausland der Österreichischen Akademie der Wissenschaften. Er starb am 29. November 1973 in Buenos Aires in Argentinien.
Menghin trat auch als Lyriker hervor. Sein Sohn Osmund wirkte ebenfalls als Prähistoriker.

## Weitere Mitgliedschaften
- Karantania Klagenfurt (heute im MKV)[11]

## Werke (Auswahl)
- Weltgeschichte der Steinzeit. Schroll, Wien 1929
- Geist und Blut: Grundsätzliches um Rasse, Sprache, Kultur und Volkstum. Schroll, Wien 1933.
- Herausgeber der Reihe Urgeschichtliche Volksbücher. Burgverlag, Wien.